# روبن فنتون
روبن فنتون (به انگلیسی: Reuben Fenton) سناتور سابق عضو حزب جمهوری‌خواه ایالات متحده آمریکا بود. وی در سال ۱۸۶۹ تا ۱۸۷۲ و ۱۸۷۲ تا ۱۸۷۵ میلادی سناتور ایالت نیویورک در سنای ایالات متحده آمریکا بود.